# Client-side scripting
Le client side scripting (script côté client) fait en général référence à des programmes dans un contexte web qui s'exécutent côté client navigateur web, par opposition aux scripts server side s'exécutant côté serveur serveur Web.

## Principe
Les scripts sont avec les applets les deux technologies permettant d'augmenter l'interactivité et le nombre de type de fichiers rendu sur le client (images dynamique animés, vidéo, audio). Même si les Applets et les Script côté clients possèdent des balises qui signalent au navigateur leur présence pour s'exécuter et sont stockés dans le cache du navigateur; le code source des scripts sont visualisables sous forme de texte alors que les applets ne le sont pas car compilé sous forme binaire (bytecode, MSIL, java/.NET).Le langage utilisé par les premiers navigateurs supportant les scripts côté navigateur fut JavaScript avec Netscape. Actuellement JavaScript est le langage encore le plus utilisé car plus portable que VBScript ou JScript.
Grâce à l'évolution et la standardisation de JavaScript, de l'HTML et des CSS, de nouvelles API (DOM) et moteurs Javascript ont permis par script d'obtenir une interactivité très proche de celle obtenue avec les applets. Ces améliorations se retrouvent dans les termes DHTML, AJAX, XMLHttpRequest. Les scripts et les applets côté clients ont permis l'émergence des RIA.
Le navigateur empêchant aux scripts (et Applet) l'accès aux données/Application externes aux navigateurs, il a été conçu des protocoles propriétaires permettant de lancer depuis l'intérieur d'un navigateur une application s'exécutant à l'extérieur du navigateur. Cette technologie à le nom de Rich Desktop Application (RDA). L'implémentation de ce concept a pour nom Active X sous IE, JavaWebstart avec le Client compatible JNLP, *.xap pour une application .NET, AIR pour la technologie Adobe Flash.
Toutes ces technologies basées sur javascript utilisent un rendu 2D de données 2D ou 3D. Dans le domaine du jeu le concept de rich Internet application est apparu avec le VRML mais n'a atteint sa maturité qu'avec la technologie utilisé par la société Unity3d. Unity3D propose pour la 3D ce que Director proposa pour la 2D en son temps ; un environnement de travail 3D et multimédia (animation, création de scène, animation d'objet, mapping, compilateur, physique, support de la vidéo, des images et du son). Aucune des technologies précitées (script applet) n'est utilisée.